# Wichelen
Wichelen ist eine Gemeinde in der Denderstreek in der Provinz Ostflandern in Belgien. Sie liegt an der Schelde und gehört zum Arrondissement Dendermonde. Wichelen hat 12.032 Einwohner (Stand 1. Januar 2024) und eine Fläche von 22,87 km². Die Gemeinde besteht aus dem Kernort und den beiden Ortsteilen Schellebelle und Serskamp. Der Molenbeek verläuft durch Schellebelle, Serskamp und Wichelen.
Wichelen hat im Ortsteil Schellebelle einen Regionalbahnhof an den Bahnlinien Gent-Wichelen-Aalst-Brüssel und Gent-Wichelen-Dendermonde-Mechelen.

## Weblinks

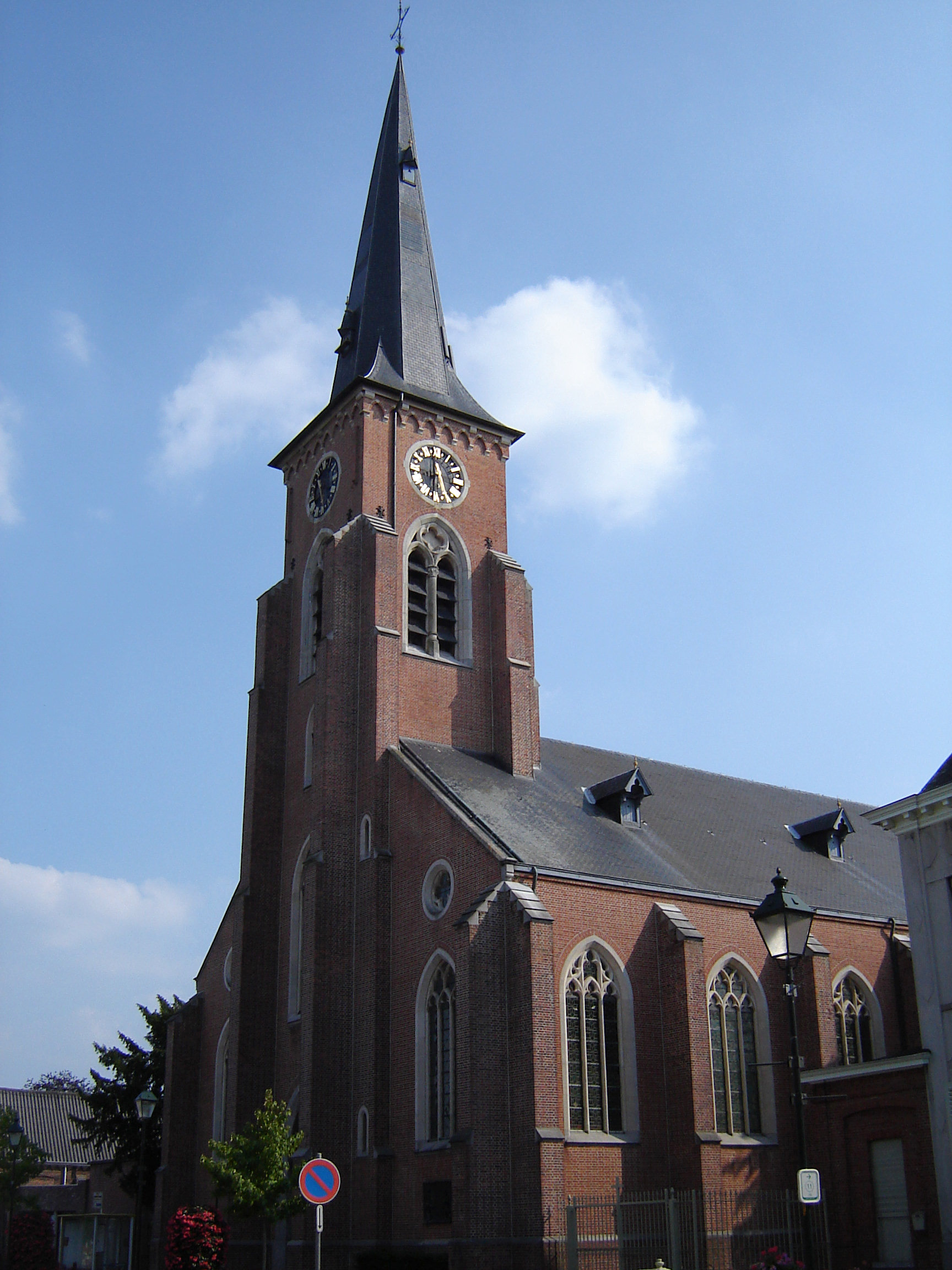
Sint-Gertrudiskerk